# Värtavägen

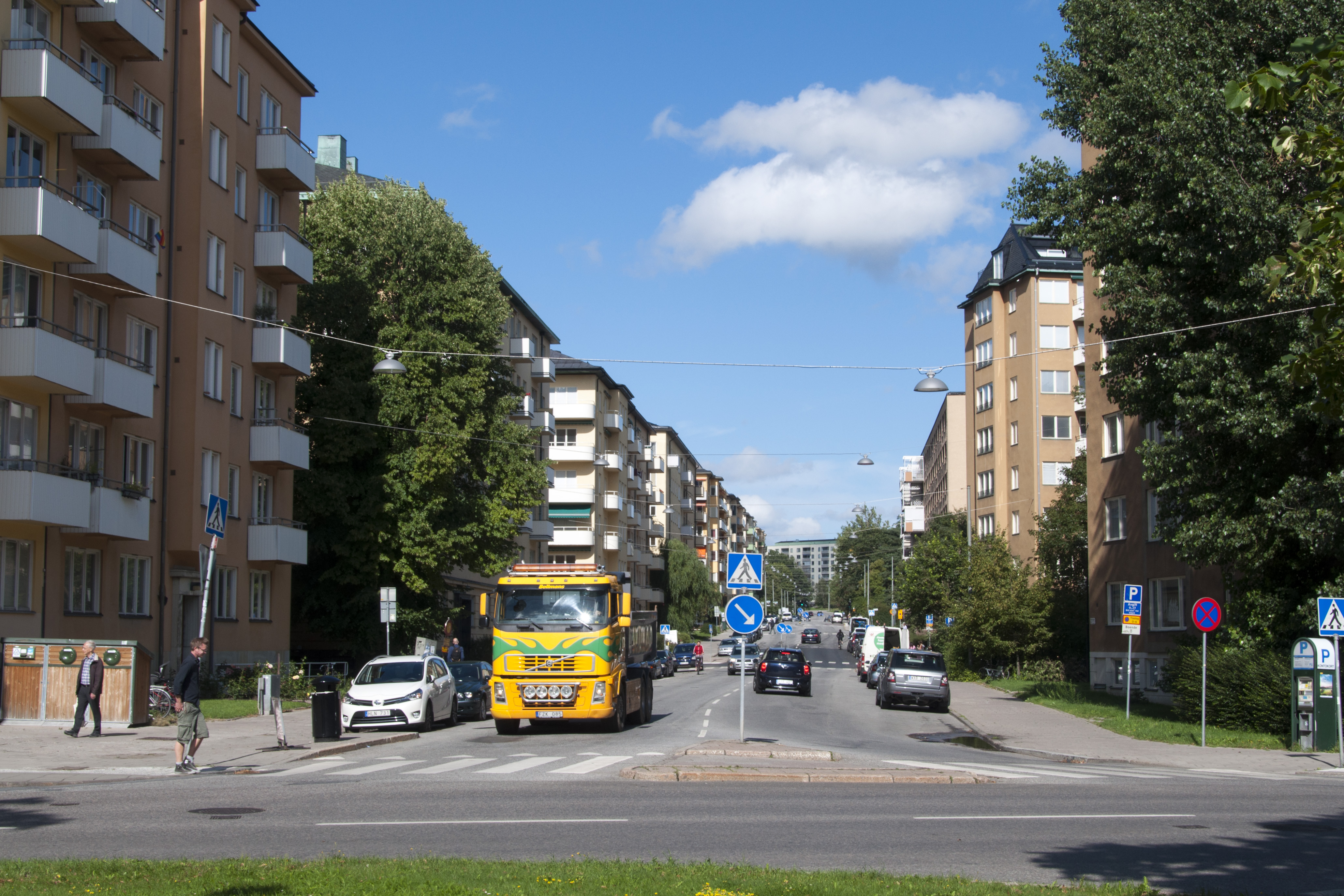
Värtavägen norrut 2014.

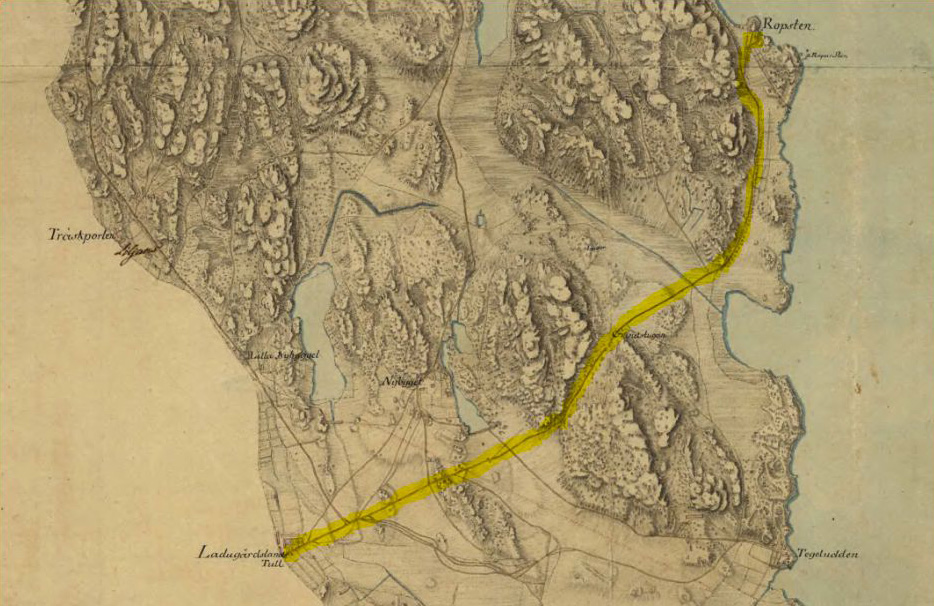
Utsnitt ur karta från 1794 gjord av O.C. Von Fieandt. Den gula markeringen visar Värtavägens sträckning från Ladugårdslandstullen till Ropsten.

Värtavägen är en gata i nordöstra delen av Stockholms innerstad som löper från Karlaplan till Tegeluddsvägen. Värtavägen är en av huvudgatorna på Gärdet.

## Historik
Värtavägen var ursprungligen den landsväg som ledde från Ladugårdslandstullen till Ropsten. Värtavägen ökade i betydelse då Värtahamnen anlades i slutet av 1800-talet. Värtavägen fick sitt nuvarande namn 1912. Gatan levde upp och fick sitt nuvarande utseende när stadsdelen Ladugårdsgärdet byggdes i mitten av 1930-talet. 

## Byggnader (urval)
- Tre Vapen
- Försvarets materielverk
- Krigsarkivet
- Gärdets sportfält